# Eulithis luteata
Eulithis luteata là một loài bướm đêm trong họ Geometridae.